# Black Knight (coet)
El Black Knight ('Cavaller negre') va ser un coet de proves  britànic, dissenyat per provar dispositius de reentrada que més tard serien usats en el míssil balístic d'abast mitjà Blue Streak, i precursor del Black Arrow. Més tard va ser usat per a proves patrocinades pels Estats Units relatives als senyals de radar produïdes per vehicles de reentrada.
L'origen del Black Knight es remunta a juliol de 1955, quan l'empresa Sanders Rosega (situada llavors en Cowes, Illa de Wight) va ser seleccionada per construir un coet per provar vehicles de reentrada. Es va requerir que el coet fos capaç d'elevar una càrrega de 115 kg a una altitud de 800 km i produir una reentrada a velocitats de fins a 5 km/s.
El projecte Blue Streak va ser cancel·lat a l'abril de 1960, però el Black Knight va seguir sent usat per a proves patrocinades pels Estats Units. Aquestes proves consistiren en l'estudi de l'empremta Radar que deixen els vehicles en Reentrada atmosfèrica i, també, el rastre de  plasma que deixen al seu pas, amb l'objectiu de desenvolupar sistemes d'alerta primerenca i antibalístics. En aquestes proves s'acoblava una segona etapade  combustible sòlid, Cuckoo, al Black Knight, muntada del revés, per accelerar la càrrega i augmentar la velocitat de reentrada. Aquestes proves es van desenvolupar en dues sèries diferents, denominades Gaslight i Dazzle.
Els Black Knight van ser llançats des del camp de proves de Woomera, a Austràlia. Usaven motors  Gamma fabricats per Bristol Siddley i usats tant en aquest coet com en el Black Arrow. Com propulsants utilitzava peròxid i querosè. El motor, que té una junta de Cardan és capaç de dirigir-lo en tots els eixos, muntava quatre cambres de combustió, un parell per cada eix I i Z.
Es van llançar 22 Black Knight (el primer el 7 de setembre de 1958, l'últim el 25 de novembre de 1965), amb una taxa d'èxit del 86,36%.

## Versions

### Black Knight 201
- Apogeu: 500 km
- Empenyiment en enlairament: 75  kN
- Massa total: 5.400 kg
- Diàmetre del cos principal: 0,91 m
- Longitud total: 10,2 m

### Black Knight 201 / C
Vehicle de dues etapes, un Black Knight 201 més una segona etapa Cuckoo IB.
- Apogeu: 500 km
- Empenyiment en enlairament: 95 kN
- Massa total: 6.400 kg
- Diàmetre del cos principal: 0,91 m
- Longitud total: 11,6 m

### Black Knight 201/C2
Vehicle de dues etapes, un Black Knight 201 més una segona etapa Cuckoo II.
- Apogeu:
- Empenyiment en enlairament:
- Massa total:
- Diàmetre del cos principal:
- Longitud total:

### Black Knight 301 / C
Vehicle de dues etapes, un Black Knight 301 més una segona etapa Cuckoo IB.
- Apogeu:
- Empenyimenten enlairament:
- Massa total:
- Diàmetre del cos principal:
- Longitud total:

### Black Knight 301/C2
Vehicle de dues etapes, un Black Knight 301 més una segona etapa Cuckoo II.
- Apogeu:
- Empenyi en enlairament:
- Massa total:
- Diàmetre del cos principal:
- Longitud total: